# Дворское
Дворское (до 1914 — Розенгоф, нем. Rosenhof, также Розенталь) — село в Немецком национальном районе Алтайского края, в составе Редкодубравского сельсовета. Основано в 1908 году
Население — 149 (2013)

## История
Основано в 1908 году переселенцами из Причерноморья. До 1917 года — в составе Орловской волости Барнаульского уезда Томской губернии. Меннонитская община Орлово-Шензе.
В 1926 году имелись начальная школа, сельсовет. В 1931 году организован колхоз «Новый Путь», в 1950 году — в составе колхоза имени Клары Цеткин, с 1964 года — колхоза имени Ленина. В 1937-38 годах расстреляно 17 жителей.

## Физико-географическая характеристика
Село расположено в пределах Кулундинской равнины, относящейся к Западно-Сибирской равнине, на высоте 160 метров над уровнем моря. Рельеф местности равнинный. Село окружено полями. Распространены чернозёмы южные.
По автомобильным дорогам расстояние до административного центра сельского поселения села Орлово — 6 км, до районного центра села Гальбштадт — 27 км, до краевого центра города Барнаула — 390 км. Ближайший город Славгород расположен в 63 км к от села.
Часовой пояс
Дворское, как и весь Алтайский край, находится в часовой зоне МСК+4. Смещение применяемого времени относительно UTC составляет +7:00. Истинный полдень — 09:32:12 по местному времени

## Население
| 1911 | 1926 | 1940 | 1980 | 1989 | 1991 |
| ---- | ---- | ---- | ---- | ---- | ---- |
| 179  | ↗222 | ↘204 | ↘195 | ↗240 | ↗252 |
| 1997 | 1998 | 1999 | 2000 | 2001 | 2002 |
| ↘221 | ↘217 | ↘208 | ↘165 | ↗183 | ↘167 |
| 2003 | 2004 | 2005 | 2006 | 2007 | 2008 |
| ↗186 | ↘165 | ↘162 | ↘151 | ↘142 | ↘141 |
| 2009 | 2010 | 2011 | 2012 | 2013 |      |
| ↘134 | ↘129 | ↗130 | ↗144 | ↗149 |      |